# Cuckfield
Cuckfield – miasto w Wielkiej Brytanii, w Anglii, w regionie South East England, w hrabstwie West Sussex. W 2001 r. miasto to zamieszkiwało 3 200 osób.